# Riu Khàradros
El riu Khàradros (grec: Χάραδρος), també conegut com a riu Velvitsanos (Βελβιτσάνος), és un torrent de la unitat perifèrica d'Acaia (Grècia). Flueix del vessant nord-occidental del Panakhaikó i desemboca a la part oriental del golf de Patres, a l'alçada de Kastelókambos. Un segment del torrent adjacent a la Universitat de Patres forma el límit entre els municipis de Patres i Rio. Té una llargada de 7,6 quilòmetres.
S'especula que el nom d'aquest curs d'aigua prové del fet que el seu flux forma una profunda gorja (en grec, χαράδρα, kharadra). En l'antiguitat, els pastors creien que els animals que beguessin aigua del torrent a la primavera només paririen cries mascles, de manera que portaven les vaques a beure al Khàradros per aconseguir bous que poguessin utilitzar per a sacrificis o per a solcar el camp. Durant el seu domini, els venecians anomenaren el riu Velevitsio (Bel vizio), fet que es troba a l'origen del nom del poble de Velvitsi.

## Βibliografia
- Làzaris, V. K. (editor). Στέφανου Ν. Θωμόπουλου "Ιστορία της πόλεως Πατρών από των αρχαιοτάτων χρόνων μέχρι του 1821" (en grec). Α'.  Patres Πάτρα: Αχαϊκές Εκδόσεις, 1998. ISBN 960-7960-08-4.
- Secretariat Especial per a l'Aigua del Ministeri de Medi Ambient, Energia i Canvi Climàtic de Grècia. Εφαρμογή Οδηγίας 2007/60/ΕΚ. Προκαταρκτική Αξιολόγηση Κινδύνων Πλημμύρας (en grec), 2012.